# Акналич
Акналич (арм. Ակնալիճ) — село в Армавирской области Армении.

## География
Село расположено в восточной части марза, при автодороге , на берегах озера Акна, на расстоянии 12 километров к востоку от города Армавир, административного центра области. Абсолютная высота — 870 метров над уровнем моря.
Климат
Климат характеризуется как семиаридный (BSk в классификации климатов Кёппена). Среднегодовая температура воздуха составляет 12 °C. Средняя температура самого холодного месяца (января) составляет −3 °С, самого жаркого месяца (июля) — 25,3 °С. Расчётная многолетняя норма атмосферных осадков — 300 мм. Наибольшее количество осадков выпадает в мае (51 мм).

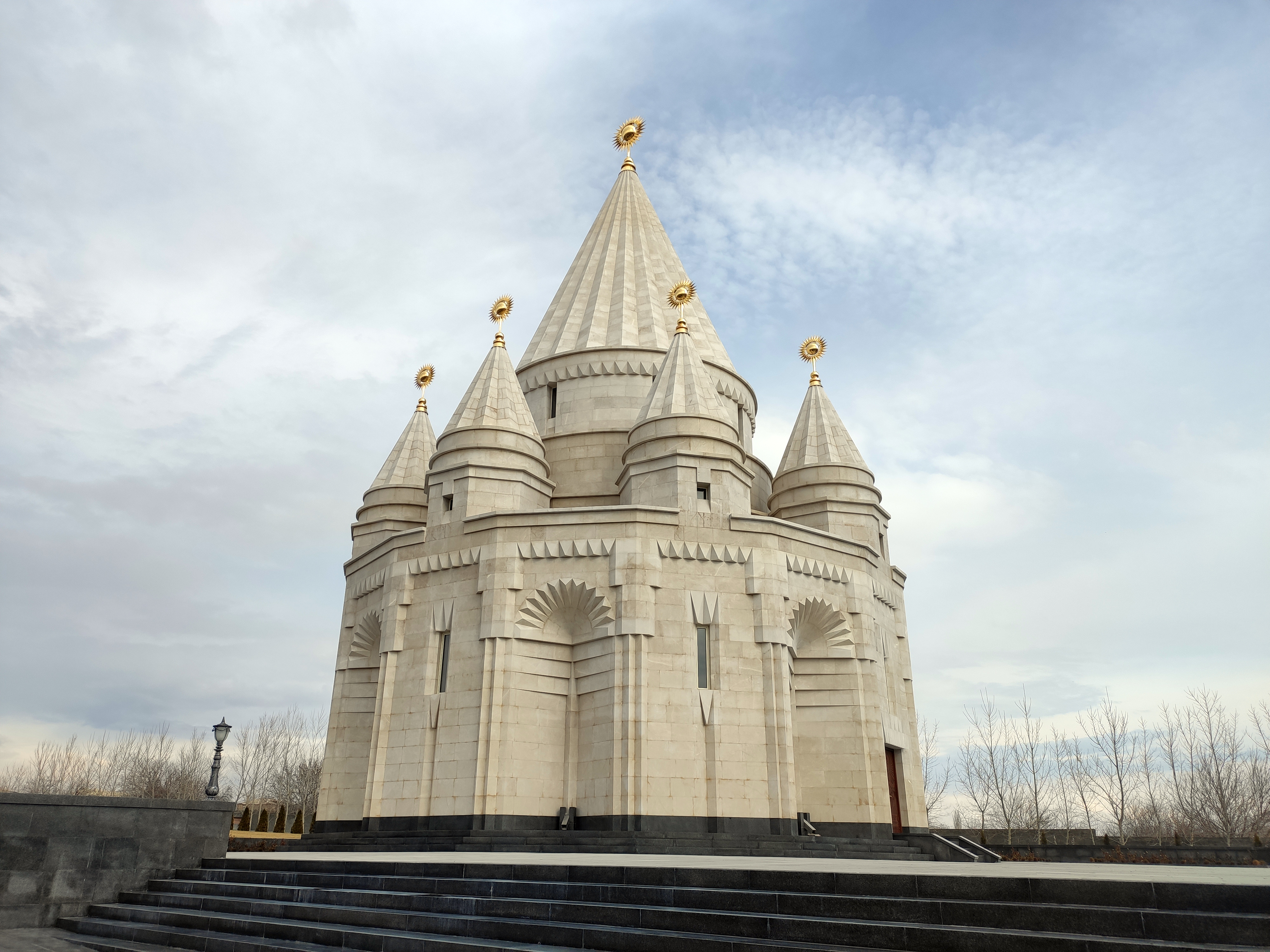
Храм курдов-езидов в селе Акналич

## Достопримечательности
В селе находится крупнейший в мире езидский храм Куба Мере Диване.

## Население
| Год переписи | Население          | Население          | Население          | Население            | Население            | Население            |
| Год переписи | Наличное население | Наличное население | Наличное население | Постоянное население | Постоянное население | Постоянное население |
| Год переписи | Всего              | Мужчины            | Женщины            | Всего                | Мужчины              | Женщины              |
| ------------ | ------------------ | ------------------ | ------------------ | -------------------- | -------------------- | -------------------- |
| 2001         | 2673               | 1291               | 1382               | 2864                 | 1408                 | 1456                 |
| 2011         | 2521               | 1253               | 1268               | 2566                 | 1297                 | 1269                 |

| Год  | Численность | Численность |
| ---- | ----------- | ----------- |
| 1926 | 190         | [ 9 ]       |
| 1933 | 60          | [ 9 ]       |
| 1959 | 245         | [ 9 ]       |
| 1970 | 2026        | [ 9 ]       |
| 1989 | 3027        | [ 10 ]      |
| 2001 | 2864        | [ 9 ]       |
| 2004 | 2900        | [ 9 ]       |
| 2011 | 2566        | [ 11 ]      |